# Anna Chen

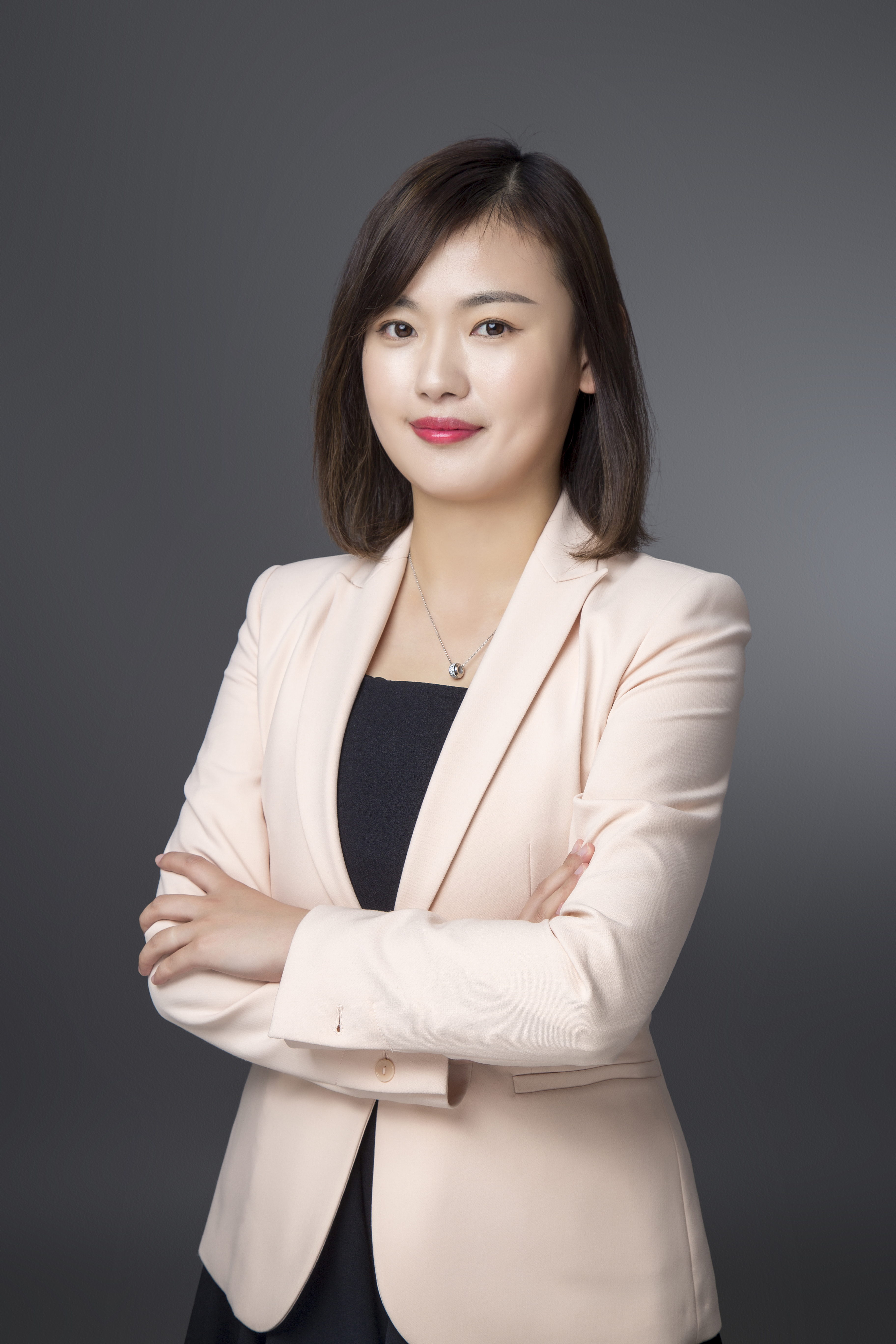
Anna Chen (2018)

Anna Chen, geborene Anna Krauja (10. November 1981 in Riga) ist eine lettische Opernsängerin (Lyrischer Sopran).

## Leben
Geboren und aufgewachsen in Riga, wurde Anna Krauja 1993 im Lettischen Nationaltheater als erstes lettisches Kind zur internationalen Mini Miss gekürt. Bei ihrem Auftritt sang sie ein Lied des lettischen Komponisten Imants Kalniņš und erhielt dafür auch den Publikumspreis. Dieser Erfolg ermutigte sie bereits in ihrer Kindheit, Sängerin zu werden.
Ihre Ausbildung erhielt Anna Krauja an der Lettischen Musikakademie Jāzeps Vītols bei Kristīne Gailīte und an der Sibelius-Akademie bei Marjut Hannula. 2007 trat sie an der lettischen Nationaloper in der Rolle von Achille der Oper Deidamia unter dem Dirigenten Māris Kupčs auf. Im Alexandertheater Helsinki spielte 2009 sie die Rolle von Dalinda in der Oper Ariodante unter Markus Lehtinen. Als Solistin, Kammermusikerin und Tutorin war sie 2009 auch zu Gast im Beigang International Music Festival in Taiwan.
Neben ihrer klassischen Gesangskarriere hatte sie 2008 auch ein Engagement im Musical und spielte im Rigaer Daile-Theater die Rolle des Erzählers in Joseph and the Amazing Technicolor Dreamcoat.
Anna Chen ist mit dem österreichischen Pianisten Heinz Chen verheiratet, mit dem sie auch auftritt. Das Paar lebt in Berlin.